# 利富島
利富島（法語：Île de Lifou）是法国海外特殊集体新喀里多尼亞的島嶼，位於南太平洋，屬於洛亞蒂群島，也是同名市镇的主要组成部分，長81公里、寬24公里，面積1,197平方公里，最高點海拔高度104米，2009年人口8,627。